# Alconera
Alconera é um município da Espanha, na comarca de Zafra-Río Bodión, província de Badajoz, comunidade autónoma da Estremadura, de área 32,7 km². Em 2021 tinha 744 habitantes (densidade: 22,8 hab./km²).

## Demografia
| Variação demográfica do município entre 1991 e 2004 | Variação demográfica do município entre 1991 e 2004 | Variação demográfica do município entre 1991 e 2004 | Variação demográfica do município entre 1991 e 2004 |
| --------------------------------------------------- | --------------------------------------------------- | --------------------------------------------------- | --------------------------------------------------- |
| 1991                                                | 1996                                                | 2001                                                | 2004                                                |
| 801                                                 | 744                                                 | 729                                                 | 749                                                 |